# X Giochi sudamericani
I X Giochi sudamericani si sono svolti a Santiago del Cile, in Cile, dal 7 al 18 marzo 2014.
I Giochi, a cui hanno preso parte 3499 atleti provenienti da 14 nazioni sudamericane, sono stati, come tutte le precedenti edizioni, organizzati sotto il patrocinio della Organización Deportiva Sudamericana (ODESUR).

## Nazioni partecipanti
Tra parentesi è indicato il numero di atleti per ogni nazione partecipante.

- Argentina (510)
- Aruba (10)
- Bolivia (121)
- Brasile (491)
- Cile (575) (Paese ospitante)

- Colombia (391)
- Ecuador (264)
- Guyana (8)
- Panama (41)
- Paraguay (191)

- Perù (261)
- Suriname (27)
- Uruguay (235)
- Venezuela (374)

## Discipline sportive
- Atletica leggera (dettagli)
- Bowling (dettagli)
- Calcio
  -  Calcio (dettagli)
  -  Calcio a 5 (dettagli)
- Canoa/kayak (dettagli)
- Canottaggio (dettagli)
- Ciclismo (dettagli)
  - BMX
  - Ciclismo su pista
  - Ciclismo su strada
  - Mountain bike
- Equitazione (dettagli)
- Nuoto e sport acquatici
  -  Nuoto (dettagli)
  -  Nuoto di fondo (dettagli)
  -  Nuoto sincronizzato (dettagli)
  -  Tuffi (dettagli)
- Golf (dettagli)
- Ginnastica
  -  Ginnastica artistica (dettagli)
  -  Ginnastica ritmica (dettagli)
- Judo (dettagli)
- Karate (dettagli)
- Hockey su prato (dettagli)
- Lotta
  -  Lotta libera (dettagli)
  -  Lotta greco-romana (dettagli)
- Pallacanestro (dettagli)
- Pallamano (dettagli)
- Pallavolo
  -  Beach volley (dettagli)
  -  Pallavolo (dettagli)
- Pattinaggio a rotelle (dettagli)
  - Pattinaggio artistico a rotelle
  - Pattinaggio di velocità in linea
- Pentathlon moderno (dettagli)
- Pugilato (dettagli)
- Rugby a 7 (dettagli)
- Scherma (dettagli)
- Sci nautico (dettagli)
- Sollevamento pesi (dettagli)
- Taekwondo (dettagli)
- Tennis (dettagli)
- Tennistavolo (dettagli)
- Tiro (dettagli)
- Tiro con l'arco (dettagli)
- Triathlon (dettagli)
- Vela (dettagli)

## Medagliere
Paese ospitante
| Posiz. | Nazione   | Oro | Argento | Bronzo | Totale |
| ------ | --------- | --- | ------- | ------ | ------ |
| 1      | Brasile   | 110 | 69      | 79     | 258    |
| 2      | Colombia  | 53  | 49      | 64     | 166    |
| 3      | Venezuela | 47  | 40      | 63     | 150    |
| 4      | Argentina | 46  | 57      | 56     | 159    |
| 5      | Cile      | 27  | 52      | 50     | 129    |
| 6      | Ecuador   | 14  | 22      | 37     | 73     |
| 7      | Perù      | 9   | 13      | 18     | 40     |
| 8      | Panama    | 4   | 3       | 8      | 15     |
| 9      | Paraguay  | 3   | 5       | 2      | 10     |
| 10     | Uruguay   | 3   | 4       | 5      | 12     |
| 11     | Suriname  | 1   | 0       | 4      | 5      |
| 12     | Bolivia   | 0   | 0       | 4      | 4      |
| 13     | Aruba     | 0   | 0       | 1      | 1      |
| Totale | Totale    | 317 | 314     | 391    | 1022   |